# Restrykcje eksportowe
Restrykcje eksportowe – ograniczenia eksportowe mające na celu zapobieganie wywożenia dóbr rzadkich, ochronę zdrowia, życia ludzi, zapewnienie pokoju międzynarodowego, zapobieganie handlu nielegalnymi towarami oraz działaniom, których nie da się przewidzieć. Narzędziami tego rodzaju polityki są: zakazy eksportu, licencje, pozwolenia wywozowe lub nadzór towarów wywożonych. 
Kwestia restrykcji eksportowych jest często poruszana na forum WTO, ponieważ są to zachowania niezgodne z zasadami wolnego handlu. Ponadto prowadzą one do wzrostu cen produktów, zmniejszenia się ich ilości na rynku i spadku ich konkurencyjności. 
Wyróżniamy trzy typy restrykcji eksportowych:
- ograniczenia jednostronne wprowadzane z własnej inicjatywy przez kraj eksportujący,
- ograniczenia jednostronne wynikające z dwustronnych negocjacji lub konsultacji,
- ograniczenia wynikające z układu porozumienia wielostronnego.